# Velocidad de escape

Ilustración del razonamiento de Isaac Newton. Desde la cima de una montaña, un cañón dispara proyectiles con cada vez más velocidad. Los proyectiles A y B caen en tierra. El proyectil C entra en órbita circular y el D en órbita elíptica. El proyectil E se libera de la atracción terrestre.

La velocidad de escape es la velocidad inicial que hay que imprimirle a un objeto cualquiera para alejarse indefinidamente de un cuerpo o sistema más masivo al cual le vincula únicamente la gravedad. La velocidad de escape (ve) depende de la masa (M) del cuerpo o sistema masivo y de la distancia que separa los centros de masas de ambos (r) a través de la siguiente ecuación donde G es la constante de gravitación universal:
{\displaystyle v_{e}={\sqrt {\frac {2GM}{r}}}}.
Notablemente, la velocidad de escape no depende de la masa del móvil que escapa. Tampoco depende de la dirección del lanzamiento, como se muestra en su deducción en términos puramente energéticos. En el caso de la Tierra, la velocidad de escape media desde el nivel del mar es de 11,19 km/s (kilómetros por segundo), lo que equivale a 40280 km/h (kilómetros por hora). A esto se le conoce como velocidad de escape de la Tierra. La velocidad de escape desde la superficie de la Luna es de 2,38 km/s, desde la superficie de Marte 5,03 km/s, y desde la superficie del Sol 617,7 km/s.[cita requerida]
En términos más generales, la velocidad de escape es la velocidad a la que la suma de la energía cinética de un objeto y su energía potencial gravitatoria es igual a cero; un objeto que ha alcanzado la velocidad de escape no está ni en la superficie, ni en una órbita cerrada (de cualquier radio). Con la velocidad de escape en una dirección que apunte en dirección opuesta al suelo de un cuerpo masivo, el objeto se alejará del cuerpo, ralentizándose para siempre y acercándose, pero sin alcanzar nunca, la velocidad cero.  Una vez alcanzada la velocidad de escape, no es necesario aplicar ningún impulso adicional para que continúe su huida. En otras palabras, si se le da velocidad de escape, el objeto se alejará del otro cuerpo, ralentizándose continuamente, y se acercará,  asintóticamente, a la velocidad cero a medida que la distancia del objeto se aproxime al infinito, para no volver jamás. Las velocidades superiores a la velocidad de escape conservan una velocidad positiva a distancia infinita. La velocidad de escape mínima supone que no hay fricción (por ejemplo, arrastre atmosférico), que aumentaría la velocidad instantánea requerida para escapar de la influencia gravitatoria, y que no habrá aceleración futura o desaceleración extraña (por ejemplo, por empuje o por la gravedad de otros cuerpos), que cambiaría la velocidad instantánea requerida.
La velocidad de escape a una distancia d del centro de un cuerpo primario esféricamente simétrico (como una estrella o un planeta) con masa M viene dada por la fórmula
{\displaystyle v_{e}={\sqrt {\frac {2GM}{d}}}={\sqrt {2gd}}}
donde G es la constante gravitatoria universal G ≈ 6.67×10-11 m-3·kg-1·s−-2. y g = GM/d2 es la aceleración gravitatoria local (o la gravedad superficial, cuando d = r). Por ejemplo, la velocidad de escape de la superficie de la Tierra es de aproximadamente 11.186 m/s (40.270 km/h; 25.020 mph; 36.700 ft/s) y la gravedad en superficie es de unos 9,8 m/s2 (9,8 N/kg, 32 pies/s2).
Cuando se le da una velocidad inicial {\displaystyle V} mayor que la velocidad de escape {\displaystyle v_{e},} el objeto se aproximará asintóticamente a la velocidad hiperbólica en exceso {\displaystyle v_{\infty },} satisfaciendo la ecuación:
{\displaystyle {v_{\infty }}^{2}=V^{2}-{v_{e}}^{2}.}

## Concepto
El concepto de velocidad de escape tal y como se ha definido no es aplicable al cálculo de la velocidad inicial, o de lanzamiento, de móviles que se mueven bajo la influencia de otras fuerzas que favorecen su movimiento, como la propulsión, o que se le oponen, como la resistencia del aire. Pero sí cuando estas otras fuerzas están ausentes, tal y como sucede en la situación habitual de naves sin propulsión por encima de la atmósfera. En la astronáutica, en cualquier caso, la velocidad de escape rara vez es la velocidad objetivo hasta la cual deben acelerarse las naves para surcar el espacio. Se trata, por el contrario, de un límite superior al intervalo de velocidades que es necesario alcanzar una vez fuera de la atmósfera para iniciar el viaje espacial. De este modo, la velocidad de escape recibe el nombre de segunda velocidad cósmica, siendo el límite inferior, o primera velocidad cósmica, la mínima necesaria para entrar en órbita circular alrededor del astro, también conocida como velocidad circular.   
En el tercer volumen de los Principia de Newton (De Mundi Systemate) el científico inglés presenta el concepto de velocidad de escape mediante un ejemplo con un cañón que dispara proyectiles desde la cima de una montaña (ver figura), ejemplo en el cual se prescinde de la resistencia aerodinámica. Cuando el proyectil se lanza a una velocidad inferior a la velocidad circular, este colisiona contra la Tierra siguiendo una trayectoria parabólica. Cuando el proyectil se lanza a una velocidad igual a su velocidad circular, este entra en órbita alrededor de la Tierra siguiendo una trayectoria con forma de circunferencia. Cuando el proyectil se lanza a una velocidad superior a la velocidad circular, pero inferior a la de escape, este entra en órbita alrededor de la Tierra siguiendo una trayectoria elíptica, en la cual la Tierra ocupa el primer foco. Cuando el proyectil se lanza a una velocidad igual a la de escape, el segundo foco de esta elipse se encuentra en el infinito y, en consecuencia, se trata de una parábola. Cuando el proyectil se lanza a una velocidad superior a la de escape, este sigue una órbita abierta llamada hipérbola.  
La velocidad de escape depende de la forma del potencial gravitatorio en que se encuentra el objeto, por lo que el planteamiento sería ligeramente distinto si este es impulsado desde el interior o el exterior del astro al cual se encuentra vinculado. En el exterior del astro la velocidad de escape puede expresarse explícitamente en función de la altura h sobre su superficie mediante la siguiente ecuación donde R es el radio del astro (r = R + h):
{\displaystyle v_{e}={\sqrt {\frac {2GM}{R+h}}}}.
La velocidad de escape desde la superficie de la Tierra es 11,19 km/s. A 200 km de altura sobre el nivel medio del mar, altitud que define la órbita terrestre estable más baja, es de 11,02 km/s. En este punto merece la pena indicar que la velocidad de escape del Sol a la distancia de la Tierra (una unidad astronómica) es de 42,04 km/s, esto es casi 4 veces la velocidad de escape de la propia Tierra. Así, un cuerpo proyectado por encima de la atmósfera a una velocidad superior a la velocidad de escape de la Tierra pero inferior a la del Sol a una unidad astronómica de distancia escaparía de la atracción terrestre pero no de la del Sol. Quedaría, por lo tanto, en órbita alrededor del Sol.
El mismo resultado se obtiene mediante un cálculo relativista, en cuyo caso la variable r representa la coordenada radial o circunferencia reducida de la métrica de Schwarzschild.
Definida un poco más formalmente, la "velocidad de escape" es la velocidad inicial requerida para ir desde un punto inicial en un campo de potencial gravitatorio hasta el infinito y terminar en el infinito con una velocidad residual de cero, sin ninguna aceleración adicional. Todas las velocidades se miden con respecto al campo. Además, la velocidad de escape en un punto del espacio es igual a la velocidad que tendría un objeto si partiera del reposo desde una distancia infinita y fuera atraído por la gravedad hasta ese punto.
En el uso común, el punto inicial está en la superficie de un planeta o luna. En la superficie de la Tierra, la velocidad de escape es de unos 11,2 km/s, que es aproximadamente 33 veces la velocidad del sonido (Mach 33) y varias veces la velocidad de salida de una bala de fusil (hasta 1,7 km/s). Sin embargo, a 9.000 km de altitud en el "espacio", es ligeramente inferior a 7,1 km/s. Esta velocidad de escape es relativa a un marco de referencia no giratorio, no relativa a la superficie en movimiento del planeta o de la luna (véase más adelante).
La velocidad de escape es independiente de la masa del objeto que escapa. No importa si la masa es de 1 kg o de 1.000 kg; lo que difiere es la cantidad de energía necesaria. Para un objeto de masa {\displaystyle m} la energía necesaria para escapar del campo gravitatorio de la Tierra es GMm /  r, una función de la masa del objeto (donde r es el radio de la Tierra, nominalmente 6.371 kilómetros (3.959 mi), G es la constante de gravitación universal, y M es la masa de la Tierra, M = 5,9736 × 1024 kg). Una cantidad relacionada es la energía orbital específica, que es esencialmente la suma de la energía cinética y potencial dividida por la masa. Un objeto ha alcanzado la velocidad de escape cuando la energía orbital específica es mayor o igual a cero.

## Escenarios

### Desde la superficie de un cuerpo
Una expresión alternativa para la velocidad de escape {\displaystyle v_{e}} particularmente útil en la superficie del cuerpo es:
{\displaystyle v_{e}={\sqrt {2gr\,}}}
donde r es la distancia entre el centro del cuerpo y el punto en el que se está calculando la velocidad de escape y g es la aceleración de la gravedad a esa distancia (es decir, la gravedad superficial).
Para un cuerpo con una distribución de masa esféricamente simétrica, la velocidad de escape {\displaystyle v_{e}} desde la superficie es proporcional al radio suponiendo densidad constante, y proporcional a la raíz cuadrada de la densidad media ρ.
{\displaystyle v_{e}=Kr{\sqrt {\rho }}}
donde {\textstyle K={\sqrt {{\frac {8}{3}}\pi G}}\approx 2.364\times 10^{-5}{\text{ m}}^{1.5}{\text{ kg}}^{-0.5}{\text{ s}}^{-1}}
Esta velocidad de escape es relativa a un marco de referencia no giratorio, no relativa a la superficie en movimiento del planeta o la luna, como se explica a continuación.

### Desde un cuerpo en rotación
La velocidad de escape relativa a la superficie de un cuerpo en rotación depende de la dirección en la que se desplace el cuerpo en fuga. Por ejemplo, como la velocidad de rotación de la Tierra es de 465 m/s en el  ecuador, un cohete lanzado tangencialmente desde el ecuador terrestre hacia el este requiere una velocidad inicial de unos 10,735 km/s relativa a la superficie en movimiento en el punto de lanzamiento para escapar, mientras que un cohete lanzado tangencialmente desde el ecuador terrestre hacia el oeste requiere una velocidad inicial de unos 11,665 km/s relativa a esa superficie en movimiento. La velocidad de la superficie disminuye con la coseno de la latitud geográfica, por lo que las instalaciones de lanzamiento espacial suelen situarse lo más cerca posible del ecuador, por ejemplo, la Cabo Cañaveral estadounidense (latitud 28°28′ N) y el Centro Espacial de la Guayana francesa (latitud 5°14′ N).

### Consideraciones prácticas
En la mayoría de las situaciones no es práctico alcanzar la velocidad de escape de forma casi instantánea, debido a la aceleración que implica, y también porque si hay atmósfera, las velocidades hipersónicas implicadas (en la Tierra una velocidad de 11,2 km/s, o 40.320 km/h) harían que la mayoría de los objetos se quemaran debido al calentamiento aerodinámico o fueran despedazados por la resistencia atmosférica. Para una órbita de escape real, una nave espacial acelerará constantemente fuera de la atmósfera hasta que alcance la velocidad de escape apropiada para su altitud (que será menor que en la superficie). En muchos casos, la nave puede colocarse primero en una órbita de estacionamiento (por ejemplo, una órbita terrestre baja a 160-2.000 km) y luego acelerarse hasta alcanzar la velocidad de escape a esa altitud, que será ligeramente inferior (unos 11,0 km/s en una órbita terrestre baja de 200 km). Sin embargo, el cambio de velocidad adicional necesario es mucho menor porque la nave ya tiene una velocidad orbital significativa (en la órbita terrestre baja la velocidad es de aproximadamente 7,8 km/s, o 28.080 km/h).

### Desde un cuerpo en órbita
La velocidad de escape a una altura dada es {\displaystyle {\sqrt {2}}} veces la velocidad en una órbita circular a la misma altura, (compárese con la ecuación de la velocidad en órbita circular). Esto corresponde al hecho de que la energía potencial con respecto al infinito de un objeto en una órbita de este tipo es menos dos veces su energía cinética, mientras que para escapar la suma de energía potencial y cinética tiene que ser al menos cero. La velocidad correspondiente a la órbita circular se denomina a veces primera velocidad cósmica, mientras que en este contexto la velocidad de escape se denomina segunda velocidad cósmica'.
Para un cuerpo en una órbita elíptica que desee acelerar hasta una órbita de escape, la velocidad requerida variará, y será mayor en periapsis cuando el cuerpo esté más cerca del cuerpo central. Sin embargo, la velocidad orbital del cuerpo también será máxima en este punto, y el cambio de velocidad necesario será mínimo, como explica el efecto Oberth.

### Velocidad de escape baricéntrica
La velocidad de escape puede medirse con respecto al otro cuerpo central o con respecto al centro de masa o baricentro del sistema de cuerpos. Así, para sistemas de dos cuerpos, el término velocidad de escape puede ser ambiguo, pero normalmente se refiere a la velocidad de escape baricéntrica del cuerpo menos masivo. La velocidad de escape suele referirse a la velocidad de escape de partículas de prueba de masa cero. Para partículas de prueba de masa cero tenemos que las velocidades de escape 'relativa a la otra' y 'baricéntrica' son iguales, a saber {\displaystyle v_{e}={\sqrt {\frac {2GM}{d}}}.}. 

Pero cuando no podemos despreciar la masa menor (digamos {\displaystyle m}) llegamos a fórmulas ligeramente distintas. 

Debido a que el sistema tiene que obedecer la ley de conservación del momento vemos que tanto la masa mayor como la menor deben ser aceleradas en el campo gravitatorio. En relación con el centro de masa, la velocidad de la masa mayor ({\displaystyle v_{p}} , para planeta) puede expresarse en términos de la velocidad de la masa menor ({\displaystyle v_{r}}, para cohete). Se obtiene {\displaystyle v_{p}=-{\frac {m}{M}}v_{r}}.
 
La velocidad de escape 'baricéntrica' se convierte ahora en : {\displaystyle v_{r}={\sqrt {\frac {2GM^{2}}{d(M+m)}}}\approx {\sqrt {\frac {2GM}{d}}}} mientras que la velocidad de escape "relativa a la otra" se convierte en : {\displaystyle v_{r}-v_{p}={\sqrt {\frac {2G(m+M)}{d}}}\approx {\sqrt {\frac {2GM}{d}}}}.

## Deducción de la velocidad de escape
La velocidad de escape se puede deducir a partir de consideraciones puramente energéticas usando las siguientes fórmulas clásicas relacionadas con la energía cinética y potencial:

{\displaystyle E_{\text{c}}={\frac {1}{2}}mv^{2}\qquad E_{\text{p}}=-G{\frac {Mm}{r}}}

El principio de conservación de la energía, al que imponemos la condición de que el objeto se aleje hasta una distancia infinita y quede en reposo, nos permite escribir:

{\displaystyle {\frac {1}{2}}m{v_{e}}^{2}-G{\frac {Mm}{r}}\;=\;0}

de modo que:
{\displaystyle v_{e}={\sqrt {\frac {2GM}{r}}}={\sqrt {2gr}}}
donde:
- ve es la velocidad de escape.
- G es la constante de gravitación universal (6.672×10−11 N m²/kg2).
- M es la masa del astro.
- m es la masa del móvil.
- r es la distancia que separa los centros de masas del móvil y el astro.
- g es la intensidad del campo gravitatorio. En la superficie de la Tierra se toma g = 9.81 m/s2.

El mismo resultado se obtiene mediante un cálculo relativista en el cual r representa la coordenada radial o circunferencia reducida de la métrica de Schwarzschild.

## Tabla de velocidades de escape
| Objeto   | Masa (kg)  | Radio (m) | Velocidad de escape (km/s) | con respecto a la Tierra |
| -------- | ---------- | --------- | -------------------------- | ------------------------ |
| Sol      | 2,0 x 1030 | 7,0 x 108 | 617,5                      | 55,18                    |
| Mercurio | 3,3 x 1023 | 2,4 x 106 | 4,3                        | 0,38                     |
| Venus    | 4,9 x 1024 | 6,1 x 106 | 10,4                       | 0,92                     |
| Tierra   | 6,0 x 1024 | 6,4 x 106 | 11,2                       | 1                        |
| Luna     | 7,3 x 1022 | 1,7 x 106 | 2,38                       | 0,21                     |
| Marte    | 6,4 x 1023 | 3,4 x 106 | 5                          | 0,45                     |
| Ceres    | 9,4 x 1020 | 4,9 x 105 | 0,5                        | 0,04                     |
| Júpiter  | 1,9 x 1027 | 7,1 x 107 | 59,5                       | 5,32                     |